# 더트 5
더트 5(Dirt 5)는 심케이드 레이싱 게임으로 코드마스터즈가 개발 및 배급하였다. 이 게임은 2020년 11월 6일에 플레이스테이션 4, Windows, 엑스박스 원으로 출시되었으며, 11월 10일에는 Xbox Series X/S, 11월 12일에는 플레이스테이션 5 (북미, 오세아니아, 일본, 대한민국 지역), 11월 19일에는 대부분의 다른 지역으로 출시되었다. 2021년 3월 24일에는 Stadia, 2021년 7월 15일에는 Luna로 출시되었다. 이 게임은 코드마스터즈가 2021년 2월 18일에 일렉트로닉 아츠 (EA)에 인수되기 전 배급사로서 출시한 마지막 비디오 게임이다.

## 게임플레이
더트 5는 오프로드 레이싱에 초점을 맞춘 레이싱 게임이다. 게임 내 종목으로는 랠리크로스, 빙상 레이싱, 스타디움 슈퍼 트럭, 오프로드 버기가 포함된다. 플레이어는 애리조나주, 브라질, 중화인민공화국, 그리스, 이탈리아, 모로코, 네팔, 뉴욕, 노르웨이, 남아프리카 공화국 등 다양한 장소에서 경주 이벤트에 참여할 수 있다. 이 게임에는 동적 날씨 시스템과 계절이 포함되어 레이싱에 영향을 미친다. 예를 들어, 플레이어는 겨울철에 뉴욕에서 빙상 레이싱 이벤트만 참가할 수 있다. 4인 분할 화면 시스템도 게임에 도입되었다.
더트 5는 또한 플레이어 캐릭터가 일련의 챔피언십에서 라이벌 드라이버인 브루노 듀랜드(놀런 노스 음성)와 경쟁하는 내러티브 중심의 커리어 모드를 특징으로 한다. 플레이어는 또한 경력 전반에 걸쳐 조언을 제공하는 알렉스 “AJ” 야니체크(트로이 베이커 음성)라는 멘토를 가지고 있다. 이 게임은 시네마틱 리플레이는 포함하지 않는다. 대신 도넛 미디어의 팟캐스트 시리즈를 따라 스토리가 진행된다.

## 개발 및 출시
더트 5는 2020 엑스박스 게임스 쇼케이스(Xbox Games Showcase) 프레젠테이션에서 발표되었다. 플레이스테이션 4, Windows, 엑스박스 원 플랫폼 외에도 9세대 비디오 게임기인 플레이스테이션 5와 엑스박스 시리즈 X/S에서도 이용할 수 있다. Xbox 버전은 마이크로소프트의 "스마트 딜리버리"(Smart Delivery) 프로그램을 지원하여 플레이어가 Xbox One 버전의 게임을 구매하고 Xbox Series X/S 버전을 받을 수 있다. 플레이스테이션 4 사용자도 추가 비용 없이 플레이스테이션 5 버전으로 업데이트할 수 있다. 이 게임은 이전에 코드마스터즈 에보로 알려졌던 코드마스터즈 체셔가 개발했으며, 이들은 온러시의 개발자이다. 또한 온러시의 진화된 게임 엔진으로 구동된다. 많은 직원이 드라이브클럽과 모터스톰에서 근무했다.

## 평가
이 게임은 더 게임 어워드 2020에서 최고의 스포츠/레이싱 게임 부문에, 그리고 제24회 D.I.C.E. 어워드에서 "올해의 레이싱 게임" 부문에 후보로 올랐다.
120Hz 주사율을 칭찬하며 플레이스테이션 오피셜 매거진 - UK는 이 게임을 PS5 최고의 게임 중 5위로 선정했다.